# Pseudotanais oculatus
Pseudotanais oculatus är en kräftdjursart. Pseudotanais oculatus ingår i släktet Pseudotanais och familjen Pseudotanaidae. Inga underarter finns listade i Catalogue of Life.